# Taszár
Taszár är en ort i Ungern.   Den ligger i provinsen Somogy, i den västra delen av landet, 150 km sydväst om huvudstaden Budapest. Taszár ligger 136 meter över havet och antalet invånare är 2 013.
Terrängen runt Taszár är platt. Runt Taszár är det ganska tätbefolkat, med 52 invånare per kvadratkilometer. Närmaste större samhälle är Kaposvár, 8,2 km väster om Taszár. Trakten runt Taszár består till största delen av jordbruksmark.